# Simon Coveney

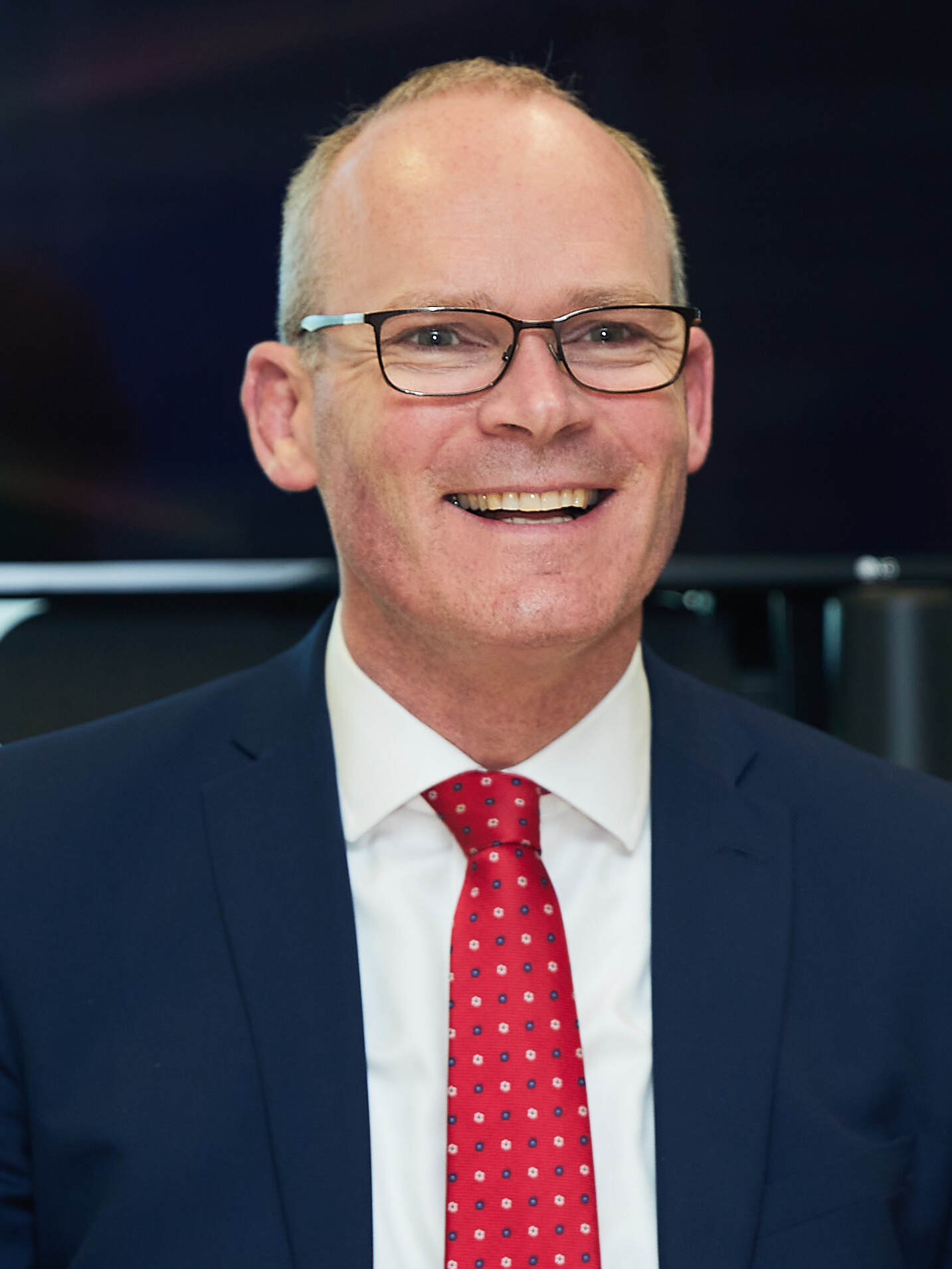
Simon Coveney (2022)

Simon Coveney (irisch Síomón Ó Cómhanaigh, * 16. Juni 1972 in Cork) ist ein irischer Politiker und Mitglied der Fine Gael.

## Leben
Coveney besuchte das Royal Agriculture College in Gloucestershire, an dem er seinen Bachelor of Science erhielt. Des Weiteren besuchte er das Clongowes Wood College im County Kildare, das University College Cork und das Gurteen Agricultural College im County Tipperary. 
Coveney gehörte von 1999 bis 2003 dem Cork County Council an und war in dieser Funktion Mitglied verschiedener Komitees. Im Oktober 1998 wurde er erstmals in den Dáil Éireann gewählt. Die hierbei stattfindende Nachwahl war nötig geworden, um den durch den Tod von Coveneys Vater, des Politikers Hugh Coveney, vakant gewordenen Sitz im Dáil Éireann neu zu besetzen. Im Mai 2002 sowie fünf Jahre später (2007) wurde Coveney wiedergewählt. Letzteres führte dazu, dass er sein Abgeordnetenmandat im Europäischen Parlament niederlegte. Dem Europäischen Parlament hatte er seit Juni 2004 angehört. Sein Parteikollege Colm Burke rückte für ihn dorthin nach.
Am 9. März 2011 wurde Simon Coveney irischer Minister für Landwirtschaft, Fischerei und Ernährung. Bei der Kabinettsumbildung im Juli 2014 wurde er zusätzlich Verteidigungsminister. Vom 6. Mai 2016 bis zum 14. Juni 2017 war er Minister für Wohnungsbeschaffung, Planung, Gemeinschaft und kommunale Verwaltung. Bei einer zwischen Ende Mai und Anfang Juni 2017 durchgeführten Wahl um die Nachfolge von Enda Kenny als Parteivorsitzender, was zugleich die Ernennung zum Regierungschef nach sich gezogen hätte, unterlag er Sozialminister Leo Varadkar. Mit der Regierungsumbildung im Juni 2017 wurde er unter dem neuen Regierungschef Leo Varadkar Außenminister. Vom 30. November 2017 bis 2020 war er darüber hinaus stellvertretender Regierungschef (Tánaiste). Mit dem Amtswechsel 2020 in der Regierung Martin I verblieb er in der Position des Außenministers. Er übernahm zusätzlich den Ministerposten für die Verteidigung. 
Als absprachegemäß die Regierungsverantwortung von Micheál Martin auf Leo Varadkar (Regierung Varadkar II) im Dezember 2022 überging, wurde Coveney Wirtschaftsminister. Anfang April 2024 kündigte Coveney seinen bevorstehenden Rückzug aus der Regierung an, in der er ab Dezember 2022 Minister for Enterprise, Trade and Employment gewesen war.
Von 2017 bis April 2024 war Simon Coveney Vizechef der Fine Gael.